# Filmåret 1945

## Årets filmer

### Siffra (1,2,3...) eller specialtecken (@,$,?...)
- 48 timmar

### A - G
- Biljett till äventyret även kallad "Botte i farten"
- Bröderna Östermans huskors
- Den allvarsamma leken
- Det växte ett träd i Brooklyn
- Direktörn är upptagen
- En förtjusande fröken
- Farlig omväg
- Fram för lilla Märta
- Galgmannen

### H - N
- Hans Majestät får vänta
- I Roslagens famn
- I som här inträden
- Idel ädel adel
- Jagad
- Kort möte
- Kungliga patrasket
- Kvinna i rött
- Lidelse
- Maria på Kvarngården
- Min är hämnden
- Mörkrets ängel (Hangover Square)

### O - U
- Rattens musketörer
- Rom – öppen stad [1]
- Rosen på Tistelön
- Skandal vid hovet
- Sten Stensson kommer till stan
- Sussie
- Svarta rosor
- Sydstataren
- Trav, hopp och kärlek
- Tre söner gick till flyget
- Trötte Teodor
- Turister i paradiset
- Två människor

### V - Ö
- Vandring med månen
- Åskmolnet (Thunderhead: Son of Flicka)
- Änkeman Jarl

## Födda
- 1 januari – Muammer Özer, svensk-turkisk regissör, fotograf, filmproducent och manusförfattare.
- 5 januari – Roger Spottiswoode, kanadensisk filmregissör.
- 14 januari
  - Gunilla Larsson, svensk skådespelare.
  - Jacques Werup, svensk musiker, författare, scenartist och manusförfattare.
- 22 januari – Vibeke Løkkeberg, norsk regissör, skådespelare och manusförfattare.
- 27 januari – Olivier Rahmat, svensk regissör.
- 28 januari – Karen Lynn Gorney, amerikansk skådespelare, dansare och sångare.
- 29 januari – Tom Selleck, amerikansk skådespelare.
- 5 februari – Diana Kjaer, svensk skådespelare.
- 9 februari – Mia Farrow, amerikansk skådespelare.
- 10 februari – Solveig Faringer, svensk sångerska och skådespelare.
- 13 februari – Wallis Grahn, svensk skådespelare.
- 18 februari – Gunilla Gårdfeldt, svensk sångerska och skådespelare.
- 19 februari
  - Jeanette Gentele, svensk barnskådespelare, journalist och filmkritiker.
  - Lars Hansson, svensk skådespelare.
- 26 februari – Mitch Ryder, amerikansk sångare.
- 27 februari – Brasse Brännström, svensk skådespelare.
- 8 mars – Micky Dolenz, skådespelare, regissör och musiker, medlem i The Monkees 1966–1970.
- 9 mars – Ulla-Britt Norrman, svensk skådespelare.
- 24 mars – Hans Josefsson, svensk operasångare och skådespelare.
- 5 april – Marie Ahrle, svensk skådespelare.
- 13 april – Eva von Hanno, norsk skådespelare och konstnär.
- 14 april – Lars Lindström, svensk skådespelare.
- 18 april
  - Malin Ek, svensk skådespelare.
  - Mats Ek, svensk regissör.
- 21 april – Tomas Bolme, svensk skådespelare.
- 27 april – Lasse Brandeby, svensk skådespelare.
- 29 april – Anne Marie Ottersen, norsk skådespelare.
- 6 maj – Lasse Lundgren, svensk stuntman och skådespelare.
- 10 maj – Mats Wahl, svensk författare och manusförfattare.
- 11 maj – Robert Grundin, svensk operasångare och skådespelare.
- 14 maj – Francesca Annis, brittisk skådespelare.
- 20 maj – Ted Åström, svensk skådespelare.
- 31 maj – Rainer Werner Fassbinder, tysk regissör.
- 8 juni – Lena-Pia Bernhardsson, svensk skådespelare.
- 15 juni – Gábor Harsányi, ungersk skådespelare.
- 16 juni – Jannik Bonnevie, norsk skådespelare.
- 22 juni – Gunilla Abrahamsson, svensk skådespelare.
- 16 juli – Jos Stelling, nederländsk regissör.
- 20 juli – Johanna Hald, svensk regissör, manusförfattare och stillbildsfotograf.
- 22 juli – Peter Kropénin, svensk filmproducent.
- 26 juli – Helen Mirren, brittisk skådespelare.
- 7 augusti – Asko Sarkola, finländsk skådespelare.
- 10 augusti – Gerthi Kulle, svensk skådespelare.
- 14 augusti – Steve Martin, amerikansk skådespelare och författare.
- 7 oktober
  - Gert Fylking, svensk skådespelare och programledare i radio.
  - Gunilla Nyroos, svensk skådespelare.
- 10 oktober – Anders Lönnbro, svensk skådespelare, regissör och producent.
- 13 oktober – Irene Lindh, svensk skådespelare och sångerska.
- 15 oktober – Manuel Aranguiz, chilensk-amerikansk skådespelare.
- 19 oktober – John Lithgow, amerikansk skådespelare.
- 21 november – Goldie Hawn, amerikansk skådespelare.
- 1 december – Bette Midler, amerikansk sångerska och skådespelare.
- 10 december – Peter Hüttner, svensk skådespelare och författare.
- 28 december – Eskil Dalenius, svensk skådespelare.
- 24 december – Nicholas Meyer, amerikansk författare, regissör och producent.
- 25 december
  - Paula Brandt, svensk skådespelare.
  - Gary Sandy, amerikansk skådespelare.
- 30 december – Davy Jones, amerikansk skådespelare och musiker, medlem av The Monkees 1966–1970.

## Avlidna
- 16 januari – Nils Dahlström, 49, svensk skådespelare och filmproducent.
- 16 februari – Rudolf Värnlund, 45, svensk författare, dramatiker och manusförfattare.
- 26 februari – Bror Olsson, 85, svensk skådespelare och teaterledare.
- 3 mars – Johnny Björkman, 54, svensk skådespelare, köpman, handelsresande, disponent.
- 14 juli – Annita Gyldtenungæ, 28, svensk skådespelare.
- 1 augusti – Greta Fock, 54, svensk skådespelare.
- 21 augusti – Carl Barcklind, 72, svensk skådespelare, manusförfattare, operettsångare och regissör.
- 28 augusti – Edith Erastoff, 58, finlandssvensk skådespelare.
- 7 september – John Ericsson, 62, svensk skådespelare och inspicient.
- 10 december – Erik A. Petschler, 64, svensk regissör, skådespelare och produktionsledare.

### Fotnoter
1. ↑  IMDB, läst 29 februari 2012